# Lysekil

Lysekil (2017)

Lysekil ist eine Stadt in der schwedischen Provinz Västra Götalands län und der historischen Provinz Bohuslän. Der Hauptort der gleichnamigen Gemeinde liegt etwa 30 km westlich von Uddevalla am Gullmarsfjord.

## Geschichte
Lysekil wurde das erste Mal in Dokumenten um 1570 erwähnt. Damals war es ein Fischerdorf, das im 18. Jahrhundert einen Aufschwung erlebte. 1836 wurde es zum Markt und 1903 zur Stadt erhoben. 1847 wurde eine Kuranstalt eröffnet und die Stadt entwickelte sich zu einem gut besuchten Badeort. Zur selben Zeit begann die Industrialisierung im Bereich der Lebensmittelindustrie (Konservenfabriken) und Ende des 19. Jahrhunderts wurden die Skandiawerke (Schiffsmotoren) gebaut. Trotz der Industrialisierung ist Lysekil ein wichtiger Fremdenverkehrsort an der schwedischen Westküste.

## Stadtbild
Der älteste Teil der Stadt (Gamlestaden) liegt am Nordhafen und stammt vorwiegend aus dem 19. Jahrhundert, auch wenn sich eine Besiedlung aus dem 16. Jahrhundert nachweisen lässt. Ende des 19. Jahrhunderts entstand am Südhafen ein neues Stadtzentrum nahe der Badeanlage mit Gebäuden im nationalromantischen Stil und im Jugendstil.
Im 21. Jahrhundert befinden sich dort das Bohusmuseum und das Haus des Meeres (Havets hus), ein Meeresaquarium mit 109 Fischarten. Lysekil ist auch das Zentrum der schwedischen Meeresforschung.

## Söhne und Töchter der Stadt
- Nathalie Djurberg (* 1978) – schwedische Künstlerin
- Mustafa Mohamed (* 1979) – Hindernisläufer. Wurde in Mogadischu, Somalia geboren, lebt in Lysekil und ist mittlerweile schwedischer Staatsbürger
- Adam Nyfjäll (* 1992), Handballspieler

## Bildergalerie

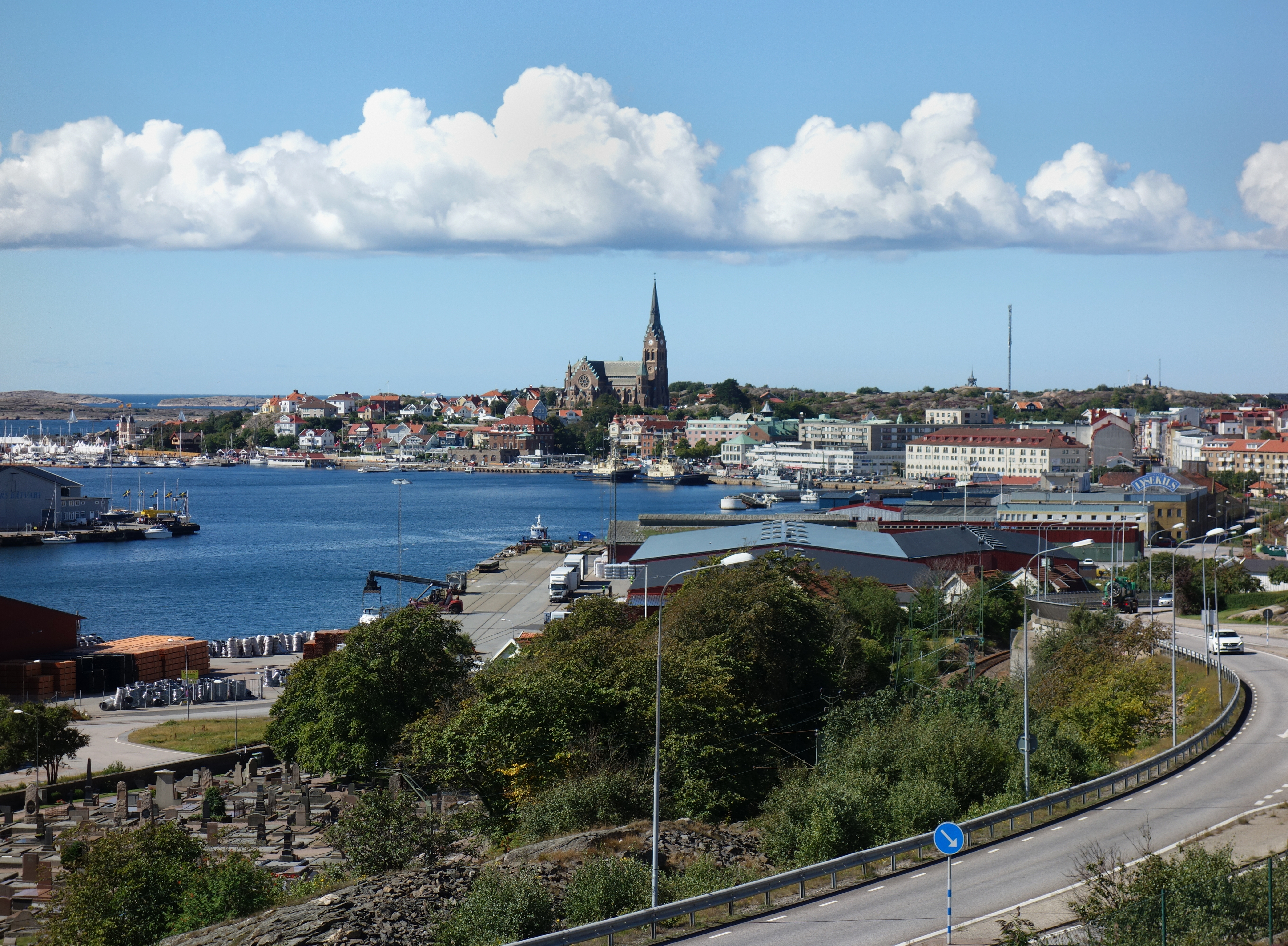
Südhafen von Lysekil (2016)
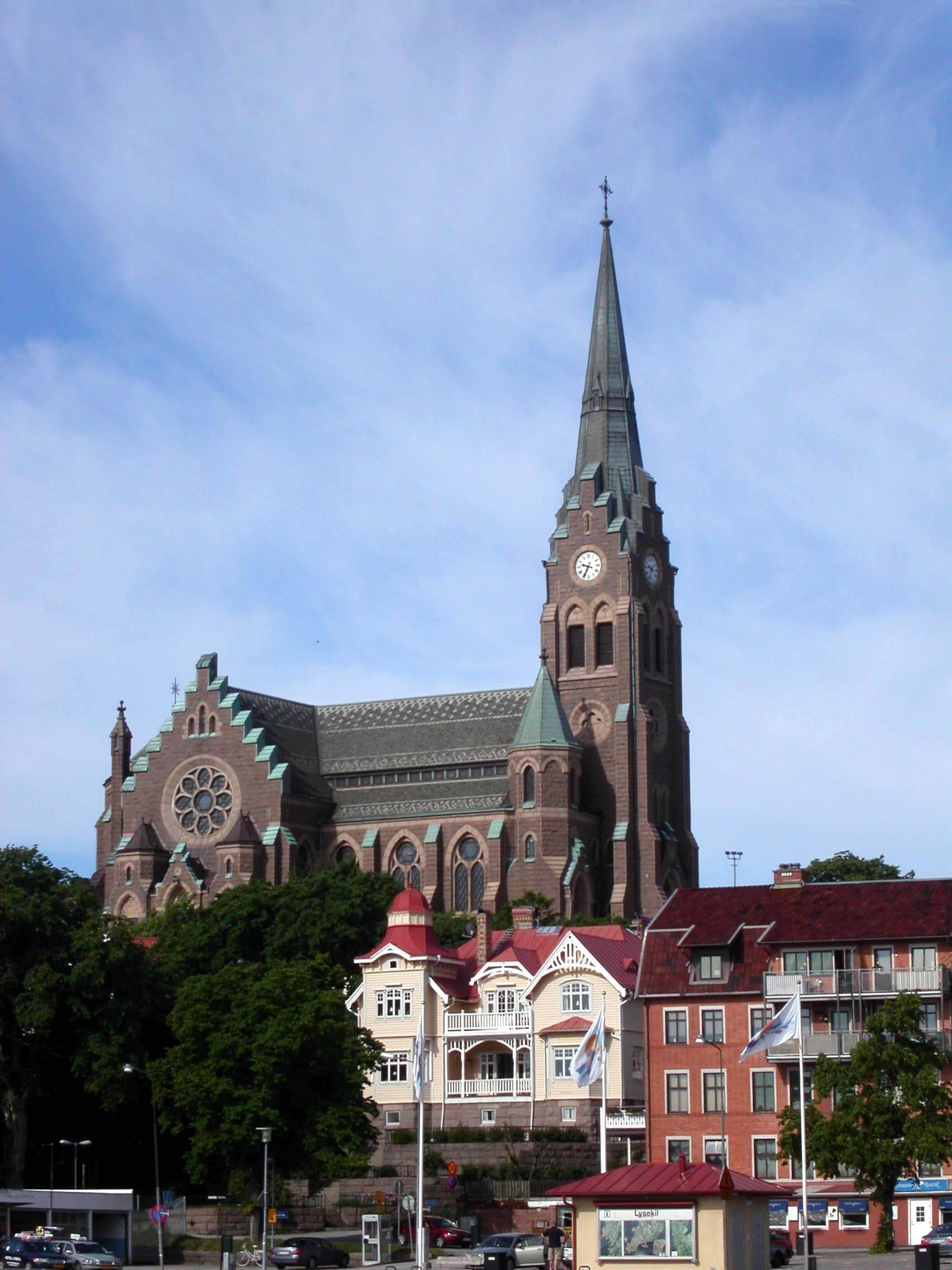
Evangelische Stadtkirche (2005)